# 코파 데 라 리가 1983
코파 데 라 리가 1983(스페인어: Copa de la Liga de Primera División 1983)는 코파 데 라 리가의 1번째 시즌이다. 이 대회는 1983년 5월 8일에 시작되어 1983년 6월 29일에 막을 내렸다. 시간 제약, 일정 포화, 그리고 구단의 압박으로 인해 코파 데 라 리가는 1982년에 출범하여 4년밖에 되지 않은 1986년에 폐지되기에 이르렀다.

## 형식
코파 데 라 리가는 라리가 1982-83에 참가하는 18개 구단이 참가했다. 모든 경기는 1·2차전 형식으로 진행되었다. 두 경기의 합계 점수에서 우위인 구단이 다음 단계로 진출할 자격이 주어졌다. 코파 델 레이 1982-83 준결승 진출 구단은 2라운드에 부전승으로 올라갔고, 코파 델 레이 1982-83 결승 진출 구단은 8강전까지 부전승으로 올라갔다.
| - 아틀레틱 빌바오 - 아틀레티코 마드리드 - 바르셀로나 - 베티스 - 셀타 비고 | - 에스파뇰 - 라스 팔마스 - 말라가 - 오사수나 - 라싱 산탄데르 | - 레알 마드리드 - 사라고사 - 레알 소시에다드 - 바야돌리드 - 살라망카 | - 세비야 - 스포르팅 히혼 - 발렌시아 |

## 1라운드
1차전은 1983년 5월 8일에, 2차전은 1983년 5월 21일에서 22일까지 진행되었다.
| 팀 1            | 합계     | 팀 2                | 1차전 | 2차전 |
| --------------- | -------- | ------------------- | ----- | ----- |
| 셀타 비고       | 4-9      | 에스파뇰            | 3-2   | 1-7   |
| 베티스          | 2-2 (승) | 말라가              | 1-0   | 1-2   |
| 라싱 산탄데르   | 4-3      | 발렌시아            | 1-0   | 3-3   |
| 살라망카        | 1-4      | 아틀레티코 마드리드 | 0-0   | 1-4   |
| 사라고사        | 4-1      | 세비야              | 2-1   | 2-0   |
| 아틀레틱 빌바오 | (승) 2-2 | 오사수나            | 1-1   | 1-1   |
| 라스 팔마스     | 6-2      | 바야돌리드          | 4-1   | 2-1   |

## 2라운드
1차전은 1983년 6월 1일에, 2차전은 1983년 6월 8일에 진행되었다.
| 팀 1                | 합계     | 팀 2            | 1차전 | 2차전 |
| ------------------- | -------- | --------------- | ----- | ----- |
| 아틀레티코 마드리드 | 3-2      | 아틀레틱 빌바오 | 3-0   | 1-2   |
| 스포르팅 히혼       | 3-2      | 말라가          | 2-2   | 1-0   |
| 라싱 산탄데르       | 3-6      | 사라고사        | 3-2   | 0-4   |
| 레알 소시에다드     | (승) 2-2 | 에스파뇰        | 2-2   | 0-0   |

- 라스 팔마스는 부전승으로 다음 라운드에 진출했다.

## 8강전
1차전은 1983년 6월 12일에, 2차전은 1983년 6월 15일에 진행되었다.
| 팀 1          | 합계 | 팀 2                | 1차전 | 2차전 |
| ------------- | ---- | ------------------- | ----- | ----- |
| 레알 마드리드 | 2-1  | 레알 소시에다드     | 1-0   | 1-1   |
| 바르셀로나    | 1-0  | 스포르팅 히혼       | 1-0   | 0-0   |
| 라스 팔마스   | 1-3  | 아틀레티코 마드리드 | 1-0   | 0-3   |

- 사라고사는 부전승으로 다음 라운드에 진출했다.

## 준결승전
1차전은 1983년 6월 19일에, 2차전은 1983년 6월 22일에 진행되었다.
| 팀 1                | 합계     | 팀 2          | 1차전 | 2차전 |
| ------------------- | -------- | ------------- | ----- | ----- |
| 사라고사            | 8-8 (승) | 레알 마드리드 | 5-3   | 3-5   |
| 아틀레티코 마드리드 | 3-5      | 바르셀로나    | 1-0   | 2-5   |

## 결승전

### 1차전
| 레알 마드리드                | 2–2 | 바르셀로나                  |
| ---------------------------- | --- | --------------------------- |
| 델 보스케 63′ · 후아니토 69′ |     | 카라스코 50′ · 마라도나 57′ |

### 2차전
| 바르셀로나                           | 2–1    | 레알 마드리드 |
| ------------------------------------ | ------ | ------------- |
| 마라도나 19′ (페널티) · 알렉상코 20′ | 리포트 | 산티야나 84′  |

| 바르셀로나 | 레알 마드리드 |

| GK                   | 1  | 우루티          |  |     |
| DF                   | 2  | 텐테 산체스     |  |     |
| DF                   | 3  | 미겔리          |  |     |
| DF                   | 6  | 알렉상코        |  |     |
| DF                   | 4  | 훌리오 알베르토 |  |     |
| MF                   | 5  | 빅토르 무뇨스   |  |     |
| MF                   | 8  | 베른트 슈스터   |  |     |
| MF                   | 9  | 페리코 알론소   |  |     |
| FW                   | 11 | 마르코스        |  | 76′ |
| FW                   | 10 | 디에고 마라도나 |  |     |
| FW                   | 7  | 카라스코        |  |     |
| 교체 선수:           |    |                 |  |     |
| MF                   |    | 에스테반        |  | 76′ |
| 감독:                |    |                 |  |     |
| 세사르 루이스 메노티 |    |                 |  |     |

| GK                   |   | 아구스틴            |  |     |
| DF                   | ' | 후안 호세           |  |     |
| DF                   |   | 이시드로 디아스     |  |     |
| DF                   |   | 욘 메트호트         |  |     |
| DF                   |   | 호세 살게로         |  | 16′ |
| MF                   |   | 리카르도 가예고     |  |     |
| MF                   |   | 비센테 델 보스케    |  |     |
| MF                   |   | 앙헬 데 로스 산토스 |  |     |
| FW                   |   | 프란시스코 가르시아 |  |     |
| FW                   |   | 미겔 앙헬 포르투갈  |  |     |
| FW                   |   | 이토                |  | 73′ |
| 교체 선수:           |   |                     |  |     |
| DF                   |   | 이시도로 산 호세    |  | 16′ |
| FW                   |   | 산티야나            |  | 73′ |
| 감독:                |   |                     |  |     |
| 알프레도 디 스테파노 |   |                     |  |     |

| 코파 데 라 리가 1983  |
| --------------------- |
| 바르셀로나 1번째 우승 |